# Julianakanaal

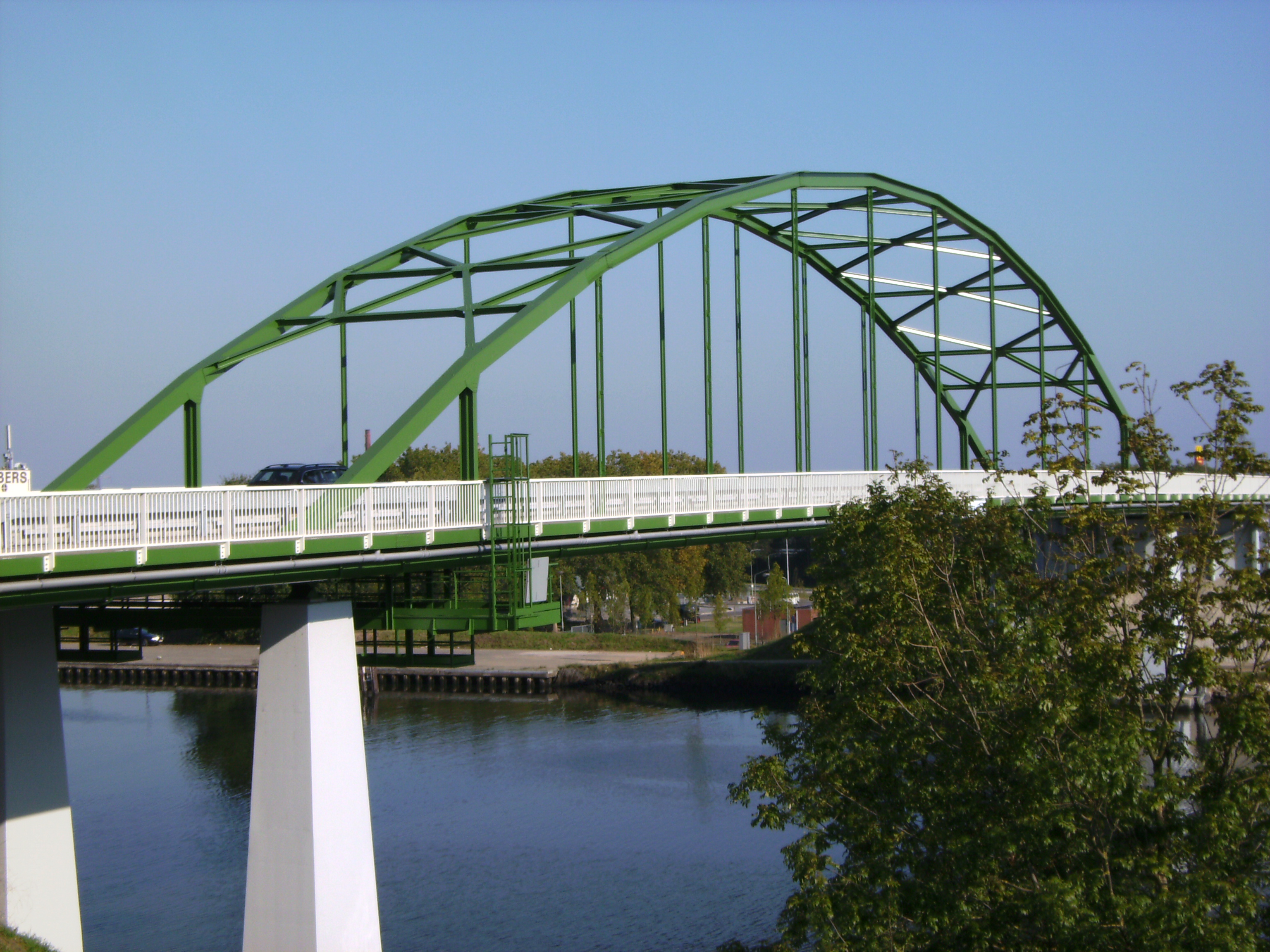
Brug bij Ohé en Laak

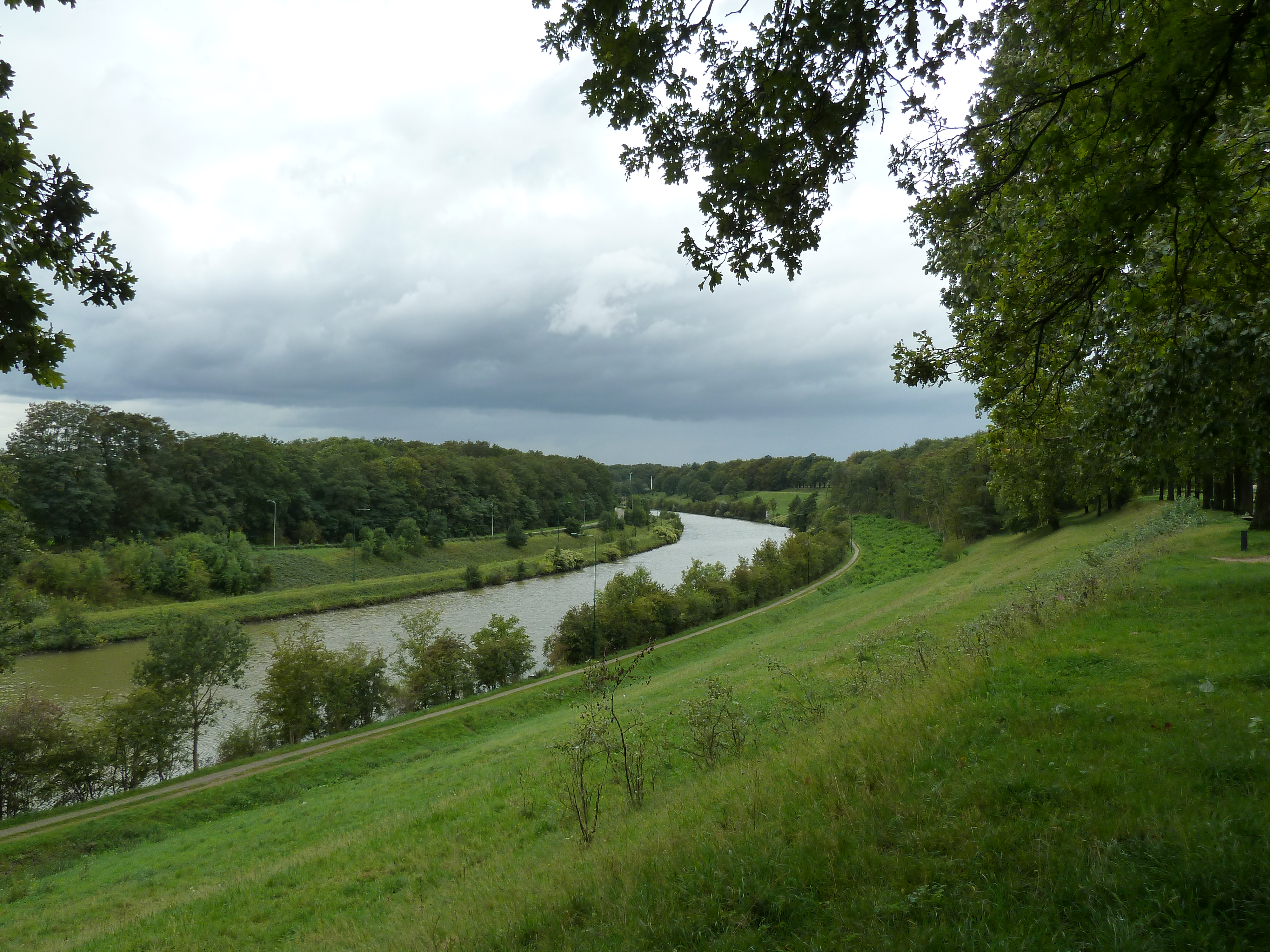
Julianakanaal bij Elsloo

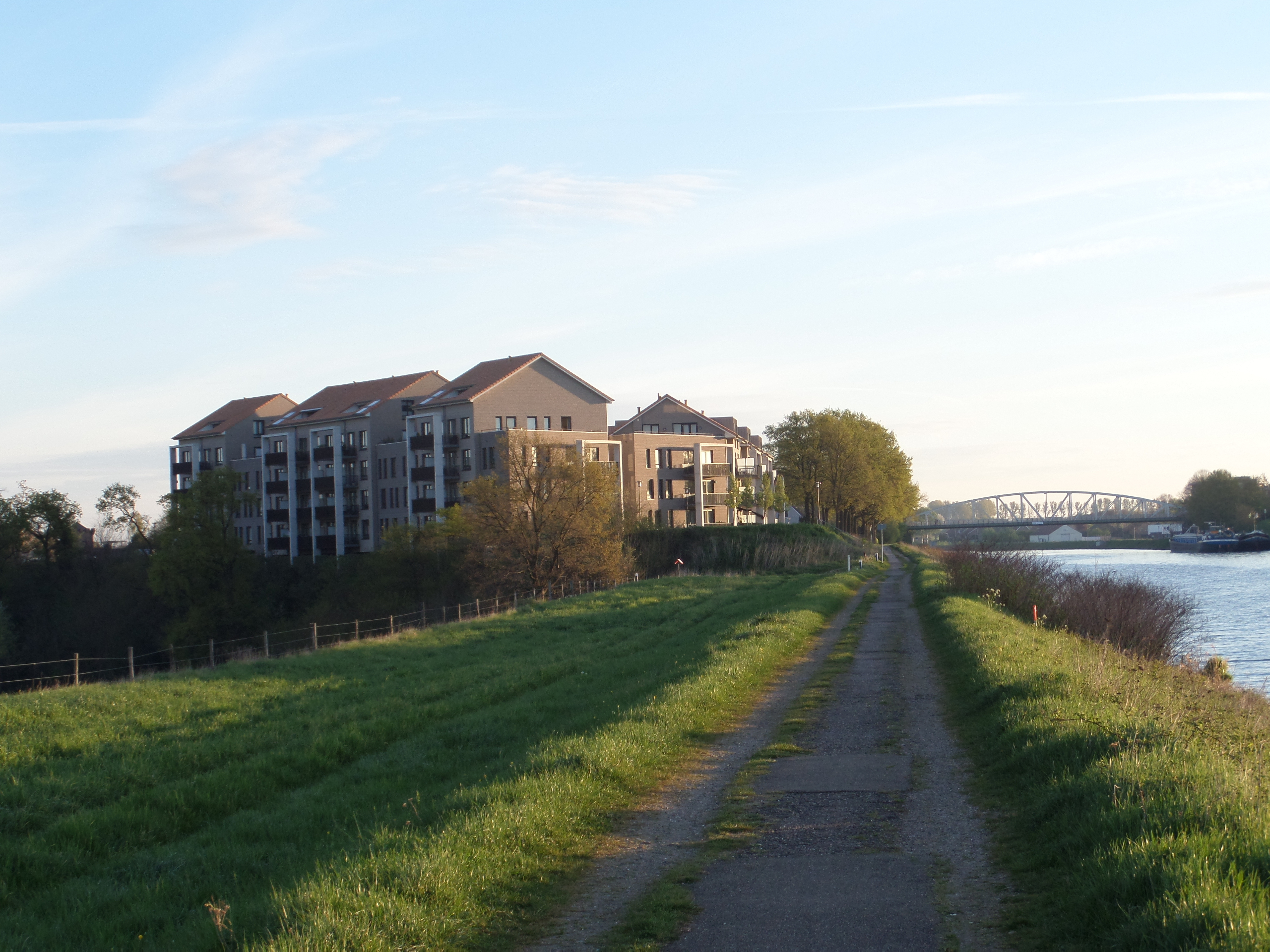
Julianakanaal bij Urmond

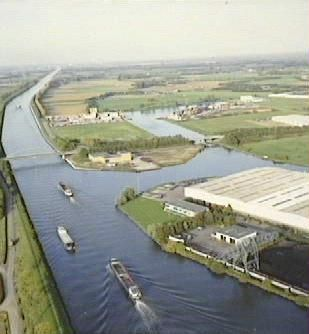
Gulick-Gelrehaven bij Holtum

Het Julianakanaal is een kanaal in de Nederlandse provincie Limburg dat een deel van het water van de Maas doorvoert. Het grootste deel van de scheepvaart dat via de Maas naar België en Frankrijk gaat, gaat door het Julianakanaal. De bovenstroomse toegang tot het kanaal ligt bij Kmr 6,41. Ontwerper van het kanaal was Dirk Jakobus Klink.
Het kanaal begint ten noorden van Maastricht bij de stuw van Borgharen als aftakking van de Maas, en eindigt ongeveer 36 km verder bij Maasbracht, waar het water de Maas weer in stroomt. Het kanaal volgt de loop van de Maas, die iets ten westen van het kanaal stroomt, en daar de grens met België vormt (de "Grensmaas"). Ten oosten van het kanaal loopt de A2.

## Geschiedenis
Het kanaal is vernoemd naar Prinses Juliana. Op 22 oktober 1925 kwam de toen 16-jarige prinses naar Limmel om symbolisch de eerste schop in de grond te steken. Ter hoogte van Elsloo moest in 1929 de Scharberg worden doorgraven. Bij deze werkzaamheden werd een grondlaag die rijk was aan haaientanden uit het Mioceen aangesneden. Het kanaal was gereed in 1934, maar werd officieel geopend op 16 september 1935. Met de aanleg van het Julianakanaal was de Maaskanalisatie voltooid.
In de Tweede Wereldoorlog had het nog relatief jonge kanaal een belangrijke strategische functie. Eerst belette het de Duitsers op te rukken naar het westen, en later hield het de geallieerden tegen die richting Duitsland trokken. Diverse bruggen werden opgeblazen. De laatste brug, bij Elsloo, werd pas in de jaren 60 teruggeplaatst. Dit was mede te wijten aan de bijzondere ligging van deze brug. Hoewel het de enige brug over het Julianakanaal is die lager ligt dan het omliggende landschap, ligt ze toch het hoogst boven het water van allemaal. Tot de terugplaatsing van de brug voer er een veerpont.
Op 19 september 1944 werd Grevenbicht bevrijd, maar de frontlinie bleef bij het enkele kilometers noordelijk gelegen Illikhoven steken. Daarmee dreigde het gevaar dat de terugtrekkende bezetter de schepen in de berghaven van Schipperskerk haven tot zinken zou brengen. Twee schepen waren al in de havenmond op de bodem gezet. Maar doordat niet nader genoemde verzetshelden de sluis bij Roosteren 'onklaar' maakten, de sluisdeuren saboteerden, liep de haven en het kanaal vanaf de sluis bij Born in noordelijke richting leeg. De schepen in de haven kwamen daarmee droog te liggen, waardoor ze niet meer tot zinken konden worden gebracht. 30 september 1944 werden zo'n 240 schepen in de haven van Maasbracht, rond Maastricht en elders op het Julianakanaal door Duitse 'Sprengkommando's' opgeblazen.
In 1961 werd een verdrag tussen de Nederlandse en Belgische overheid getekend voor een toekomstige verbinding van het Julianakanaal met het Albertkanaal, maar dit Cabergkanaal werd uiteindelijk niet aangelegd. Op 27 februari 2013 werd er een definitief verdrag ondertekend waarin beide landen aangaven niet meer verder te gaan met de plannen voor het Cabergkanaal.
Op 27 januari 2004 dreigde na het verzakken van een dijk een deel van de stad Stein onder water te lopen. De dijk bleek te zijn weggezakt door lekkage van een oude waterleiding uit de tijd van de aanleg van het kanaal. Deze leiding was vergeten, maar stond nog wel onder druk.

## Verdieping en verbreding
In 2022 werd begonnen met een project om het kanaal tussen Berg en Obbicht geschikt te maken voor de tweebaksduwvaart (klasse Vb): schepen met een lengte tot 190 meter, een breedte tot 11,4 m en een diepgang tot 3,5 m. Op 23 februari 2023 liep een bouwkuip bij Obbicht, die de helft van het kanaal in beslag nam, vol water, waarna de werkzaamheden daar gestaakt werden. Om de bouwkuip weg te halen kondigde Rijkswaterstaat aan dat het kanaal vanaf oktober 2024 zeker vier maanden moest worden afgesloten voor alle verkeer. De optie om het kanaal deels open te houden tijdens de werkzaamheden werd te gevaarlijk geacht.
Vanaf 12 augustus 2024 werd het kanaal tussen Berg aan de Maas en Born over een lengte van vier kilometer afgesloten voor alle scheepvaart. Het kanaal werd tijdelijk drooggelegd voor de werkzaamheden voor verdieping en verbreding. Bij Berg kwam een afdamming, waarna het water bij de sluis bij Born langzaam het kanaal uit liep.
Gedurende de afsluiting moet het scheepvaartverkeer een flink eind omvaren, via België en de Kreekraksluizen in Zeeland. De kosten van de werkzaamheden werden 179 miljoen euro hoger dan eerder begroot. Het project kostte uiteindelijk circa een miljard euro. Het kanaal werd vanaf 27 maart 2025 weer volgepompt met water. Naar verwachting mag de beroepsvaart op 15 april het kanaal weer in. De toegang voor de recreatievaart volgt op een latere datum.

## Waterstanden
- Sluis Limmel - Sluis Born: KP SP (Borgharen) = NAP +44,00 m
- Sluis Born - Sluis Maasbracht: KP = NAP +32,65 m
- Sluis Maasbracht - Maas: SP (Linne) = NAP 20,80 m

## Schutsluizen
- KM 0,8 Sluis Limmel werd in 2018 vervangen door een nieuwe, tegen overstromingen beschermende keersluis zonder schutfunctie.
- KM 20,9 Sluis Born
- KM 26 Sluis Roosteren werd na 1965 overbodig en na de modernisering van de sluizen van Born en Maasbracht gesloopt.
- KM 34 Sluis Maasbracht

## Havens
- KM 9,10 de Beatrixhaven in Maastricht
- KM 10,96 een werkhaven van Rijkswaterstaat
- KM 19,73 de Haven van Stein, die als industriehaven vroeger van zeer groot belang was door de nabije ligging van de staatsmijnen. Het was op het Duitse Duisburg na de grootste binnenhaven van Europa.
- KM 28,46 de Berghaven te Schipperskerk
- KM 29,23 de Overlaadhaven Born
- KM 29,62 de Franciscushaven te Buchten, gereed in juni 1962
- KM 30,42 de Gulik-Gelrehaven te Holtum-Noord bij Holtum
- KM 38,50 de loshaven van Echt
- KM 41,02 de Wachthaven te Maasbracht
- KM 41,96 de Industriehaven Maasbracht
- KM 42,38 de Lighaven duwbakken Maasbracht

## Bruggen
Over de kanalen liggen in totaal 16 bruggen. Voor een compleet overzicht:

## Afstanden
Om praktische redenen is het nulpunt van de kilometerraaien gelegen op het splitsingspunt Toeleidingskanaal naar Ternaaien/Gekanaliseerde Maas omdat de hoofdroute voor de scheepvaart naar het zuiden door de Sluizen van Ternaaien gaat.